# モナハン統監
モナハン統監（モナハンとうかん、英語: Lord Lieutenant of Monaghan）は、イギリスの官職。統監の1つで、モナハン県を担当する。1831年首席治安判事（アイルランド）法（Custos Rotulorum (Ireland) Act 1831）により、Governor職を置き換える形で設立され、モナハン首席治安判事も兼任する。1922年に建国したアイルランド自由国では統監が任命されなくなったが、法律自体は残り、1983年制定法整理法で正式に廃止された。

## 一覧
- 1831年10月7日 – 1836年：第2代ロスモア男爵ワーナー・ウェステンラ[3]
- 1836年6月13日 – 1858年12月16日：ヘンリー・ウェステンラ閣下（英語版）（のち第3代ロスモア男爵）[3]
- 1858年12月 – 1871年6月26日：チャールズ・ポウェル・レズリー（英語版）[3]
- 1871年10月18日 – 1897年5月12日：初代ダートリー伯爵リチャード・ドーソン（英語版）[3]
- 1897年6月18日 – 1921年1月31日：第5代ロスモア男爵デリック・ウェステンラ（英語版）[3]
- 1921年3月18日 – 1922年：第2代準男爵サー・ジョン・レズリー（英語版）[3]